# Marina Köhler
Marina Köhler (* 20. Juli 1954) ist eine deutsche Schauspielerin, Synchronsprecherin, Dialogregisseurin und Dialogbuchautorin.

## Biografie
Sie ist die Tochter des Filmregisseurs Manfred R. Köhler, der auch in der Synchronbranche tätig war. Nach dem Abitur studierte sie Germanistik und Romanistik, und Anfang der 1980er begann sie hauptberuflich als Synchronsprecherin zu arbeiten. Sie lebt und arbeitet in München.

### Synchronisation
1980 synchronisierte sie erstmals Brooke Shields in Die blaue Lagune, danach in Sahara (1983) und in Lauras Schatten (1985). Auch für andere Schauspielerinnen wurde sie eingesetzt, unter anderem für Jennifer Beals in Four Rooms (1996), Kate Jackson in Die Kunst des Sterbens (1999), Laura Linney in Haus Bellomont (2001), Christine Baranski in Chicago (2002), Harriet Walter in Abbitte (2007) und für Kristin Scott Thomas in Shopaholic – Die Schnäppchenjägerin (2009).
Seit Beginn der US-amerikanischen Daily-Soap Reich und Schön, die 1988 erstmals im deutschen Fernsehen ausgestrahlt wurde und bis 2011 lief, sprach Köhler in mehr als 2400 Folgen die Rolle der Brooke Logan, gespielt von Katherine Kelly Lang. Sie lieh auch Claude Jade für die Serie Die Insel der dreißig Tode, die 1996 auf ARTE ausgestrahlt wurde, und Rebecca De Mornay für die Mini-Serie The Shining, die erstmals 2000 bei RTL gesendet wurde, ihre Stimme.
Des Weiteren war sie in vielen Animationsfilmen und -serien zu hören, so sprach sie 1981 bis 1982 die Wildgans Ingrid in der Zeichentrickserie Nils Holgerson. Auch in South Park: Der Film – größer, länger, ungeschnitten (2000) ist sie zu hören als Cartmans Mutter, in Die Monster AG (2002) als Fräulein Flint, in Findet Nemo (2003) als Lee & Luv, in Das wandelnde Schloss (2005) als Hanna und in Arielle, die Meerjungfrau – Wie alles begann (2008) als Marina Del Ray.

### Dialogbuch/-regie
Sie arbeitet außerdem seit Anfang der 2000er als Synchronautorin und -regisseurin. So zeichnet sie verantwortlich für die deutschen Fassungen der Oscar-prämierten Dokumentationen Ein Tag im September (2000) von Kevin Macdonald und Bowling for Columbine (2002) von Michael Moore sowie für die Ozon-Filme-Filme Unter dem Sand (2000) und Swimming Pool (2003). Das britisch-irische Filmdrama Die unbarmherzigen Schwestern erhielt nicht nur diverse europäische Filmpreise und -nominierungen, auch Köhlers Regieleistungen bei den deutschen Sprachaufnahmen wurde 2003 mit den deutschen Synchronpreis ausgezeichnet. Außerdem wurden die deutschen Sprachaufnahmen europäischer Filme von ihr getextet und geleitet, wie beispielsweise 2003 der britisch-französische Thriller Mord im Netz, 2006 die französische Filmkomödie Malen oder Lieben, die britischen Fernsehfilme Charles und Camilla – Liebe im Schatten der Krone  und Sex Traffic, sowie 2007 die französische Literaturverfilmung Lady Chatterley, die fünf Césars gewann.
Auch für deutsche Fassungen US-amerikanische Kinofilme zeichnet sie verantwortlich, unter anderem für das romantische Filmdrama Das Haus am See (2006) mit Keanu Reeves und Sandra Bullock, für den Spionage-Thriller Traitor (2009) mit Don Cheadle und dem Oscar-nominierten Drama Glaubensfrage (2009) mit Meryl Streep und Philip Seymour Hoffman. Weiterhin wurden viele Disney-Produktionen unter ihrer Leitung synchronisiert. Die deutschen Dialoge der High School Musical-Filme (2006, 2007, 2008) und das Spin-off Sharpays fabelhafte Welt (2011) wurden von ihr verfasst und unter ihrer Regie aufgenommen, außerdem die Zeichentrickfilme Tinkerbell (2008),  dessen Fortsetzungen (2009, 2010) und Küss den Frosch (2009).

### Hörspiele und Hörbücher
Bereits Anfang der 1980er wirkte sie bei einigen Kinderhörspielen mit, so war sie beim Label Poly, der Kindersparte von Polydor, an  Marcos abenteuerliche Reise (1979, Folge 1–4) und an Sherlock Holmes (1980, Folge 3 – Das Geheimabkommen) beteiligt.
Erst seit 2008 etablierte sie sich auf dem Hörbuchmarkt. Für den Audio Media Verlag sprach sie zusammen mit ihrem Kollegen Michael Schwarzmaier erstmals die siebenteilige Hörbuchreihe CD WISSEN Allgemeinbildung (2008), in der Grundlagen aus verschiedenen Wissensgebieten vermittelt werden. In derselben Sprecherkonstellation entstanden auch die zwölfbändige Reihe Allgemeinbildung Deutsche Geschichte (2009) und das Hörbuch Das ist der springende Punkt (2011), das berühmte Sprüche von historischen Persönlichkeiten durchleuchtet.
Beim selben Label wirkte sie außerdem bei der Vertonung der Romane Das Haus in der Rothschildallee (2008) von Stefanie Zweig, Die Wunschliste (2008) von Jill Smolinski und Die unglaubliche Reise der Lillian Leyb (2009) von Amy Bloom mit, des Weiteren beteiligte sie sich auch an den Produktionen von Nina Schenk Gräfin von Stauffenberg – Ein Portrait (2009) und Business-Golf – Networking auf dem Platz (2010).

## Synchronrollen (Auswahl)

### Filme
- 1979: Für Jane Seymour in Frankenstein, wie er wirklich war als Agatha
- 1979: Für Joan Miller in Der geheimnisvolle Ehemann als Mabel Spooner
- 1980: Für Robbi Morgan in Freitag der 13. als Annie
- 1983: Für Brooke Shields in Sahara als Dale
- 1985: Für Kim Myers in Nightmare II – Die Rache als Lisa Webber
- 1987: Für Heather Langenkamp in Nightmare III – Freddy Krueger lebt als Nancy Thompson
- 1993: Für Brooke Shields in Lauras Schatten als Laura Black
- 1993: Für Chelsea Field in Stephen Kings Stark als Annie Pangborn
- 2002: Für Kumiko Okae in Das Königreich der Katzen als Harus Mutter
- 2003: Für Vicki Lewis in Findet Nemo als Lee & Luv (Deb & Flo)
- 2004: Für Sela Ward in Dirty Dancing 2 – Heiße Nächte auf Kuba als Jeannie Miller
- 2008: Für Leslie Wing in High School Musical 3 – Senior Year als Mrs. Bolton
- 2008: Für Sally Field in Arielle, die Meerjungfrau – Wie alles begann als Marina Del Ray
- 2014: Für Kim Ostrenko in Mein Freund, der Delfin 2 als Alyce Connellan
- 2017: Für Emma Thompson in Die Schöne und das Biest als Madame Pottine

### Serien
- 1986: Für Lynsey Baxter in Detektei Blunt als Lois Hargreaves
- 1987: Für Barbara Baldavin in Raumschiff Enterprise als Angela Teller
- 1991: Für Susan Anton / Teri Austin in Zurück in die Vergangenheit als Helen Le Baron / Dana Barrenger
- 1996: Für Claude Jade in Die Insel der 30 Tode (1979) als Véronique d'Hergemont
- 2005: Für Melissa Leo in Law & Order als Sherri Quinn
- 2005–2006: Für Julia Duffy in Drake & Josh als Linda Hayfer
- 2015–2019: Für Grey DeLisle in Star gegen die Mächte des Bösen als Moon Butterfly

### Videospiele
- 2003: Findet Nemo – Abenteuer unter Wasser als Lee & Luv

## Auszeichnungen
- 2003: Deutscher Preis für Synchron für die Synchronregie von Die unbarmherzigen Schwestern (The Magdalene Sisters)

## Veröffentlichungen
- Schatten über dem Märchenwald: Von wegen auf immer und ewig. neobooks, Berlin 2015, ISBN 3-7380-2904-4